# Нина Несбит
Нина Линдберг Несбит (енгл. Nina Lindberg Nesbitt; Единбург, 11. јул 1994) је шкотска певачица, текстописац и гитаристкиња из Единберга.
Позната је по свом највећем хит синглу "Stay Out", који се нашао на двадесет првом месту енглеске топ листе синглова у априлу 2013. године, како је постао њен први сингл који се нашао у топ четрдесет песама. Објавила је пар ЕП албума, њен други, назван The Apple Tree, изашао је у априлу 2012. године и нашао се на шестом месту Ајтјунс листе након пуштања на BBC Radio 1, и такође се нашао на врху Ајтјунс листе певача/текстописаца. Њен први сингл "Boy", са њеног истоименог ЕП албума који је објављен 2012. године, нашао се на сто тридесет деветом месту листе енглеских синглова.
У 2013. години, она је добила велику пажњу, објавивши сингл "Stay Out". "Way in the World" ЕП и сингл су објављени 23. јула 2013. године, као наставак њеног сингла "Stay Out" који се нашао на првом месту листе, и он се придружио првој листи BBC Radio 1. У августу 2013. године, снимила је обраду Флитвуд Мек песме "Don't Stop" за нову Џон Луис рекламу, а песма се нашла на 61. месту 1. септембра на енглеској листи синглова. Појавила се на BBC Radio 1 Live Lounge емисији где је отпевала обраду британског певача Џона Њумена, "Love Me Again". Њен последњи сингл "Selfies" је изашао 9. фебруара 2014. године и део је њеног првог албума Peroxide, који је објављен 17. фебруара 2014. године у Уједињеном Краљевству.

## Музичка каријера

### Почетак каријере
Након што је упознала Еда Ширана, била је позвана да му прави друштво током његове турнеје у Европи, а такође је позвана и да подржи Example након што је он чуо њену обраду песме Stay Awake". Такође се појавила и у споту Еда Ширана за његову песму "Drunk".